# I. e. 368
Évszázadok: i. e. 5. század – i. e. 4. század – i. e. 3. század
Évtizedek: i. e. 410-es évek – i. e. 400-as évek – i. e. 390-es évek – i. e. 380-as évek – i. e. 370-es évek – i. e. 360-as évek – i. e. 350-es évek – i. e. 340-es évek – i. e. 330-as évek – i. e. 320-as évek – i. e. 310-es évek
Évek: i. e. 373 – i. e. 372 – i. e. 371 – i. e. 370 –  i. e. 369 – i. e. 368 – i. e. 367 – i. e. 366 – i. e. 365 – i. e. 364 – i. e. 363

## Események

### Görögország
- Thesszáliában a makedón csapatok kivonulása után Pherai Alexandrosz továbbra is kegyetlenül bánik alattvalóival, akik Thébai segítségét kérik. Pelopidasz siet a segítségükre, őt azonban Alexandrosz csellel elfogja.
- A thébai hadsereg élére ismét Epameinondasz áll, aki bevonul Thesszáliába és ügyes manőverezéssel fölénybe kerül, így Pelopidaszt harc nélkül szabadon engedik.
- II. Alexandrosz makedón királyt sógora, Aloroszi Ptolemaiosz felbujtására egy ünnepségen meggyilkolják. Utóda a kiskorú III. Perdikkasz, akinek nevében régensként Ptolemaiosz uralkodik.

### Itália
- Rómában consuli jogkörű katonai tribunusok: Servius Cornelius Maluginensis, Spurius Servilius Structus, Lucius Papirius Crassus, Servius Sulpicius Praetextatus, Tiberius Quinctius Cincinnatus Capitolinus és Lucius Veturius Crassus Cicurinus.

### Kína
- Csou Hszian-vang lesz a Csou-dinasztia királya.

## Halálozások
- II. Alexandrosz, makedón király

## Fordítás
- Ez a szócikk részben vagy egészben  a(z)   368 BC című angol Wikipédia-szócikk ezen változatának fordításán alapul.  Az eredeti cikk szerkesztőit annak laptörténete sorolja fel. Ez a jelzés csupán a megfogalmazás eredetét és a szerzői jogokat jelzi, nem szolgál a cikkben szereplő információk forrásmegjelöléseként.